# Revista depredadora

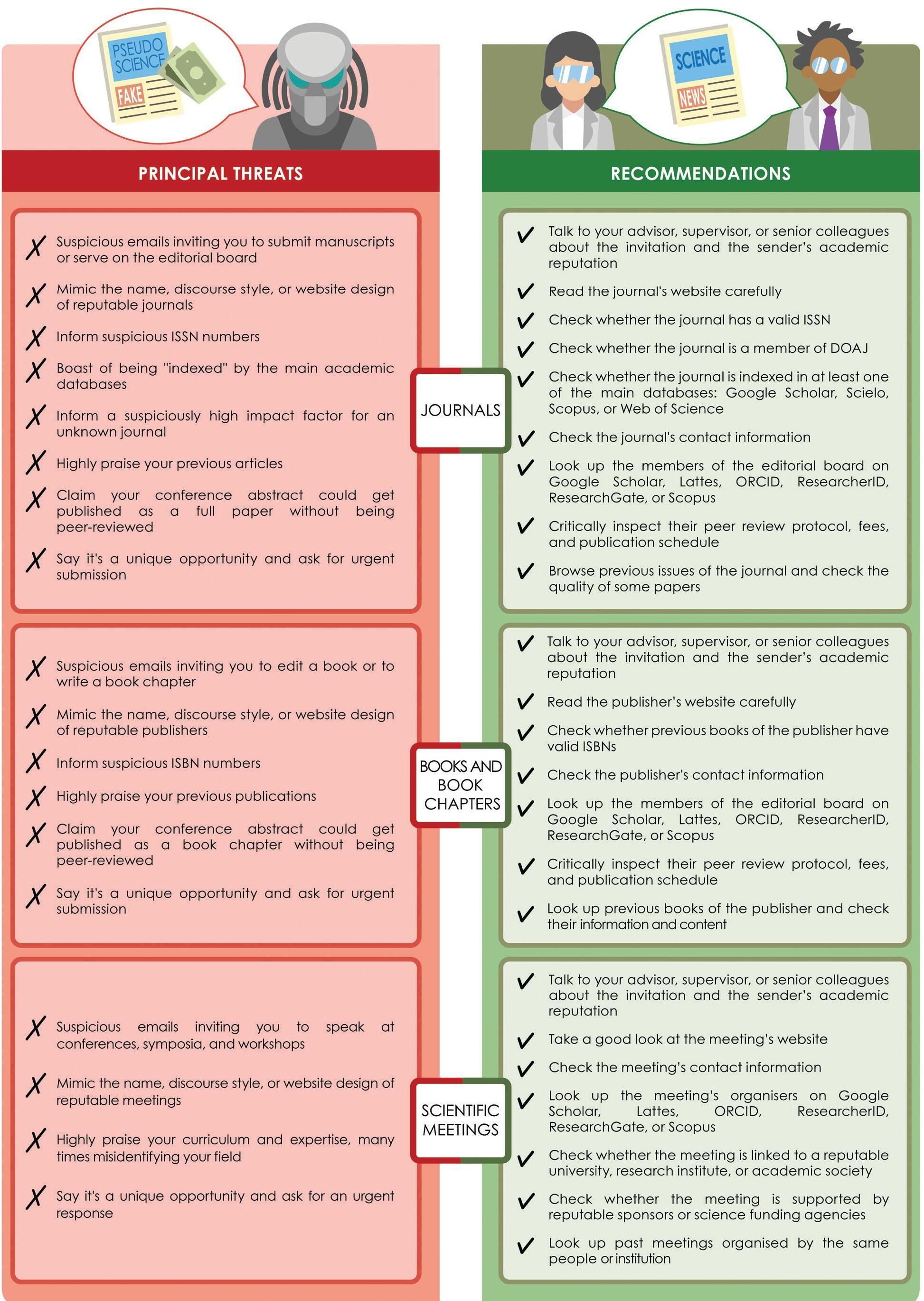
"Recommendations for identifying and avoiding the main threats posed by predatory publishers of journals, books and book chapters, as well as organisers of predatory scientific meetings". Cartell que alertar a la comunitat acadèmica sobre els riscos de la publicació depredadora.

Una revista depredadora és una publicació acadèmica amb un model de negocis explotador que implica cobrar als autors càrrecs per processament d'articles sense comprovar la qualitat i la legitimitat dels textos i sense proporcionar els serveis editorials i de publicació que les revistes acadèmiques legítimes proporcionen, siguin o no d'accés obert. Es consideren com a depredadores perquè els acadèmics són enganyats perquè publiquin en elles, encara que alguns autors poden ser conscients que la revista és de poca qualitat o fins i tot fraudulenta. Especialment els acadèmics amb poca experiència de països en desenvolupament solen estar en risc de ser enganyats per editorials depredadores. Según un estudi, 60% dels articles publicats en revistes depredadores no reben cap cita durant el període de cinc anys després de la seva publicació.
La llista de Beall, un reporti que era regularment actualitzat per Jeffrey Beall de la Universitat de Colorado fins a gener de 2017, va establir criteris per a identificar una publicació com a depredadora. Beall va llevar la seva llista d'Internet al gener de 2017. Beall va llevar la seva llista d'Internet al gener de 2017. L'editorial Frontiers va fer una demanda perquè s'obrís un cas de mala conducta contra Beall, el qual va ser llançat per la seva universitat i després es va tancar sense troballes. Aquesta pot ser una de les raons per les quals Beall va llevar la seva llista d'Internet, però no ha compartit públicament els seus motius. Després del tancament de la llista, han aparegut altres iniciatives per a identificar a revistes depredadores, però algunes han estat iniciatives de paga, i també altres llistes s'han creat (algunes basades en la llista original de Beall).
En l'article Journal Evaluation Tool publicat en LMU Librarian es troba una taula que conté una rúbrica d'avaluació per a detectar les revistes depredadores.

## Història
Al març de 2008, Gunther Eysenbach, editor d'una de les primeres revistes en accés obert, va alertar sobre el que va anomenar "l'ovella negra entre les editorials i revistes d'accés obert" i va esmentar en el seu blog a les editorials i revistes que recorrien al spam excessiu per a atreure a autors i editors, criticant en particular a Bentham, Dove Medical Press i Llibertes Academica. Al juliol de 2008 la sèrie d'entrevistes de Richard Poynder va cridar l'atenció sobre les pràctiques de les noves editorials que estaven "més capacitades per a aprofitar les oportunitats del nou entorn". En 2009 van continuar sorgint dubtes sobre l'honestedat i les estafes en un subconjunt de revistes d'accés obert. Les preocupacions per les pràctiques de spam d'aquestes revistes van portar als principals editors d'accés obert a crear l'Associació de Publicacions Acadèmiques d'Accés Obert en 2008. En un altre precedent primerenc, el blog Improbable Research va descobrir en 2009 que les revistes de l'editorial Scientific Research Publishing duplicaven articles ja publicats en altres llocs; el cas es va informar posteriorment en Nature. En 2010, l'estudiant de postgrau de la Universitat de Cornell, Phil Davis (editor del blog Scholarly Kitchen ) va enviar un manuscrit que consistia en disbarats generats per computadora (usant SCIgen), el qual va ser acceptat per una tarifa (però retirat per l'autor). S'ha informat que les revistes depredadores es queden amb els textos enviats, es neguen a permetre que es retirin i, per tant, impedeixen la seva publicació en una altra revista científica.

## Característiques
Les queixes associades amb la publicació depredadora en accés obert inclouen:
- Acceptar articles ràpidament amb poca o cap revisió per parells, incloent-hi articles sense sentit.
- Notificar als acadèmics de càrrecs per processament d'articles sol després que han estat acceptats.
- Fer campanyes agressives perquè els acadèmics enviïn articles o formin part dels comitès editorials.
- Llistar acadèmics com a membres de comitès editorials sense el seu permís i no deixar-los renunciar a aquests comitès.
- Nomenar falsos acadèmics en els seus comitès editorials.
- Imitar el nom o l'estil del lloc web de revistes més establertes.
- Fer afirmacions enganyoses sobre les operacions de publicació, com indicar una ubicació falsa
- Utilitzar ISSNs de manera incorrecta.
- Indicar un factor d'impacte fals o inexistent.
- Presumir estar indexats per xarxes socials acadèmiques (com ResearchGate) i identificadors estàndard (com ISSN i DOI) com si fossin bases de dades bibliogràfiques prestigioses o de bona reputació.